# Ariane 2
Ariane 2 és el coet successor de l'Ariane 1 de la família Ariane de coets dissenyats pel Centre Nacional d'estudis Espacials.

## Història
El primer llançament de l'Ariane 2 va ser el 30 de maig de 1986, que va fracassar. El primer llançament amb èxit es va dur a terme el 20 de novembre de 1987.
L'Ariane 2 només va ser llançat sis cops, l'últim d'ells el 2 d'abril de 1989.

## Detalls tècnics
L'Ariane 2 té el mateix disseny bàsic que l'Ariane 1, però respecte a aquest, se li va allargar la tercera etapa, que va passar a tenir 10,7 t de combustible, que el va convertir en un coet de 49 m d'alçada, una massa en enlairar-se de 220 t i una càrrega útil de 2,175 t.